# Knut Holmann
Knut Holmann (Oslo, Noruega 1968) és un piragüista noruec, ja retirat, guanyador de 6 medalles olímpiques.

## Biografia
Va néixer el 31 de juliol de 1968 a la ciutat d'Oslo, capital de Noruega.

## Carrera esportiva
Va participar, als 20 anys, en els Jocs Olímpics d'Estiu de 1988 celebrats a Seül (Corea del Sud), on fou eliminat en la segona ronda en la prova de K-4 1000 metres. En els Jocs Olímpics d'Estiu de 1992 celebrats a Barcelona (Catalunya) aconseguí guanyar la medalla de plata en la prova K-1 1000 metres i la medalla de bronze en la prova de K-1 500 metres. En els Jocs Olímpics d'Estiu de 1996 realitzats a Atlanta (Estats Units) guanyà la medalla d'or en la prova de K-1 1000 metres i la medalla de plata en el K-1 500 metres. En els Jocs Olímpics d'Estiu de 2000 realitzats a Sydney (Austràlia) aconseguí guanyar la medalla d'or en aquestes dues proves, el K-1 500 metres i el K-1 1000 metres.
Al llarg de la seva carrera ha guanyat 13 medalles en el Campionat del Món de piragüisme, entre elles 4 medalles d'or, cinc medalles de plata i quatre medalles de bronze.